# Кашперле

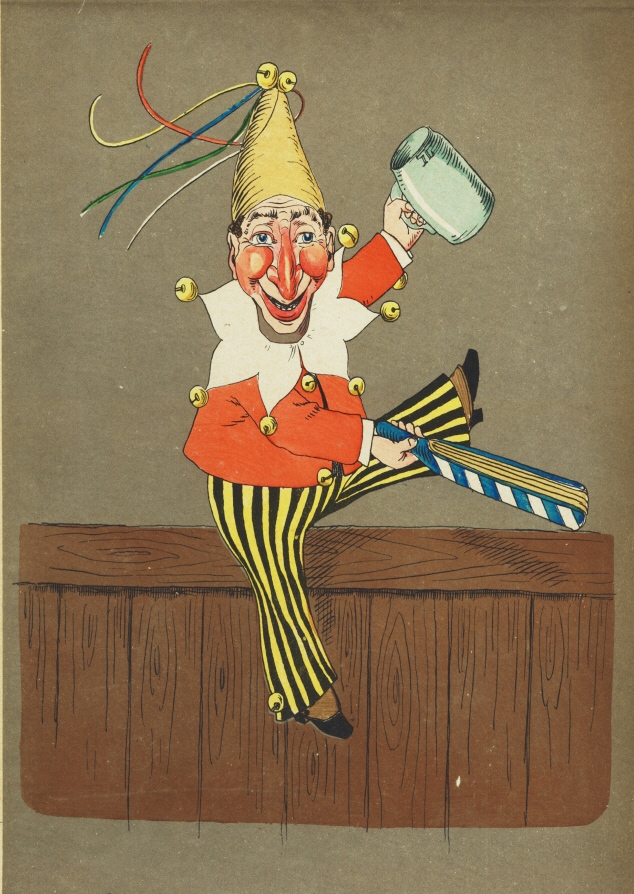
Лотарь Меггендорфер Мюнхенский Касперль (книжная иллюстрация 1867 года)

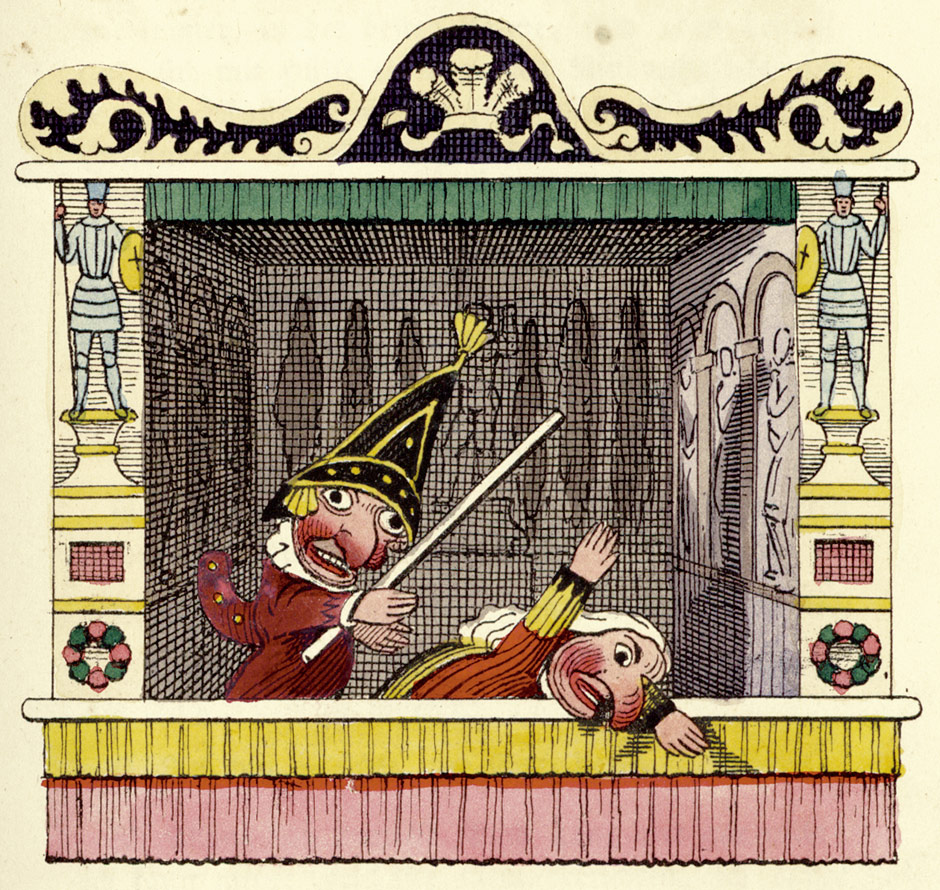
Кукольный театр Касперля

Кашперле, или Кашперль, также Каспер (нем., австр. Kasperl, Kasper, баварск. Káschberl или Kasperle, швабск. Kaschberle или Kasperli, герм.-швейц. Chasperli) — комический персонаж немецкого национального фольклора и театра марионеток («Кашперле театр»  — нем. Kasperltheater). Как правило, это надевающаяся на руку кукла, «выступающая» в спектаклях с грубым юмором и отличающаяся простецки-наивным характером и поведением. Считается, что образ Касперля имел своим предтечей — среди прочих — Гансвурста из венской народной сцены. На немецкоязычных территориях театральная кукла-марионетка Касперль известна с конца XVIII столетия.

## Общие сведения
Касперль обычно одет в схожий с тем, что носит Арлекин, пёстрый костюм. На голове у него длинный красный ночной колпак, в руке — плоская палка-мухобойка (его оружие). Лицо всегда растянуто в глупой улыбке, нос огромный и кривой. Во многих странах Европы существуют сходные фольклорные персонажи — мистер Панч в Англии, Гиньоль во Франции, Ян Клаассен в Нидерландах, местер Якель в Дании, Пульчинелла в Италии, Фазулис в Греции, Петрушка в России, Василаше в Румынии.
Кукольный театр Касперля представляет пьески сказочного содержания, однако с ярко выраженными сатирическими и клоунскими чертами. Первоначально это были ярмарочные представления с сальным и вульгарным юмором, рассчитанные на молодёжь и взрослого зрителя. В центре представления стояла комическая фигура куклы-Касперля, в своей игре опиравшаяся на давние традиции и искусство ярмарочных артистов-клоунов Европы. В результате в различных её странах сложились свои национальные типы-персонажи (Касперль в Германии, Панч в Англии и т. д.).
Особое влияние на образ театральной куклы Касперля в XX веке оказали основанные в 1921 году Максом Якобом в Рудных горах Хонштейнские кукольные спектакли. Макс Якоб заменил диковатого и неотёсанного «ярмарочного» Касперля на скорее мудрого, учительствующего Касперля, который был призван приучить маленького зрителя к хорошему поведению. Во время Второй мировой войны Макс Якоб со своим кукольным театром был мобилизован, его театр был преобразован во фронтовой театр.

## Персонажи театра Касперля
В настоящее время в кукольных спектаклях Касперля, созданных под влиянием Хонштейнских спектаклей и рассчитанных почти исключительно на детей, существует следующий стандартный набор действующих лиц:
- «добрые и хорошие»: Касперль, Зеппель (его друг, зачастую эталон честности, но в то же время и простак), Гретель (жена Касперля и «глас благоразумия»), Бабушка, Фея
- «порядочные и справедливые»: Принцесса, Принц, Король, Начальник стражи
- «злые и плохие»: Ведьма, Колдун, Дьявол, Разбойник, Крокодил (заменяет Дракона).